# Nvidia NVDEC
Nvidia NVDEC — аппаратный декодер в видеокартах компании Nvidia, который обеспечивает полностью ускоренное аппаратное декодирование видео. NVDEC может использоваться для декодирования битовых потоков различных форматов: AV1, H.264, HEVC (H.265), VP8, VP9, MPEG-1, MPEG-2, MPEG-4 и VC-1. NVDEC работает независимо от графического движка и ЦП, оставляя их свободными для других операций.
На большинстве современных видеокарт Nvidia имеется ещё NVENC для кодирования видео.
Nvidia предоставляет программный API и библиотеки для программирования NVDEC. Программный API, в дальнейшем именуемый NVDECODE API, позволяет разработчикам получать доступ к функциям декодирования видео NVDEC и взаимодействовать NVDEC с другими движками на GPU.
NVDEC декодирует сжатые видеопотоки и копирует полученные кадры YUV в видеопамять. С кадрами в видеопамяти постобработка видео может выполняться с помощью CUDA. NVDECODE API также обеспечивает оптимизированную для CUDA реализацию часто используемых операций постобработки, таких как масштабирование, обрезка, преобразование соотношения сторон, деинтерлейсинг и преобразование цветового пространства во многие популярные форматы выходного видео. Клиент может выбрать использование CUDA-оптимизированных реализаций, предоставляемых NVDECODE API для этих шагов постобработки, или выбрать реализацию собственной постобработки для декодированных выходных кадров.
Декодированные видеокадры могут быть представлены на дисплей с графической интероперабельностью для воспроизведения видео, переданы непосредственно в выделенный аппаратный кодер (NVENC) для высокопроизводительного перекодирования видео, использованы для вывода с ускорением GPU или потребляются далее CUDA или процессорной обработкой.
NVDECODE доступен для операционных систем Windows и Linux. NVDECODE является проприетарным API.
- Gstreamer поддерживает NVDEC с 2017 года.[1]
- FFmpeg поддерживает NVDEC с 2017 года.[2]
- mpv поддерживает NVDEC с 2017 года.

## Поддерживаемые кодеки
Кодеки, поддерживаемые NVDECODE API:
- MPEG-1,
- MPEG-2,
- MPEG4,
- VC-1,
- H.264 (AVCHD) (8 bit),
- H.265 (HEVC) (8bit, 10 bit and 12 bit),
- VP8,
- VP9(8bit, 10 bit and 12 bit),
- AV1 Main profile,
- Гибридный (CUDA + CPU) JPEG

## Поддерживаемые графические процессоры
Аппаратное ускорение декодирования поддерживается продуктами NVIDIA GeForce, Quadro, Tesla и GRID начиная с графических процессоров Fermi или более новыми поколениями.
| Возможности аппаратного видеодекодера        | Возможности аппаратного видеодекодера | Возможности аппаратного видеодекодера      | Возможности аппаратного видеодекодера | Возможности аппаратного видеодекодера     | Возможности аппаратного видеодекодера | Возможности аппаратного видеодекодера              | Возможности аппаратного видеодекодера | Возможности аппаратного видеодекодера | Возможности аппаратного видеодекодера  | Возможности аппаратного видеодекодера | Возможности аппаратного видеодекодера |
| -------------------------------------------- | ------------------------------------- | ------------------------------------------ | ------------------------------------- | ----------------------------------------- | ------------------------------------- | -------------------------------------------------- | ------------------------------------- | ------------------------------------- | -------------------------------------- | ------------------------------------- | ------------------------------------- |
| GPU                                          | MPEG-1 & MPEG-2                       | VC-1 & MPEG-4                              | H.264/AVCHD                           | H.264/AVCHD                               | H.265/HEVC                            | H.265/HEVC                                         | VP8                                   | VP9                                   | VP9                                    | AV1                                   | AV1                                   |
| GPU                                          | Макс Разрешение                       | Макс Разрешение                            | Макс Раз.                             | Профили, уровни                           | Макс Раз.                             | Профили, уровни                                    | Макс Раз.                             | Макс Раз.                             | Профили                                | Макс Раз.                             | Профили                               |
| Fermi (GF1xx)                                | 4080 х 4080                           | 2048x1024 & 1024x2048                      | 4096 х 4096                           | Baseline, Main, High profile до Level 4.1 | N/A                                   | N/A                                                | N/A                                   | N/A                                   | N/A                                    | N/A                                   | N/A                                   |
| Kepler (GK1xx)                               | 4080 х 4080                           | 2048x1024 & 1024x2048                      | 4096 х 4096                           | Main, High profile до Level4.1            | N/A                                   | N/A                                                | N/A                                   | N/A                                   | N/A                                    | N/A                                   | N/A                                   |
| Maxwell (1-е поколение) (GM10x)              | 4080 х 4080                           | 2048x1024 & 1024x2048                      | 4096 х 4096                           | Baseline, Main, High profile до Level5.1  | N/A                                   | N/A                                                | N/A                                   | N/A                                   | N/A                                    | N/A                                   | N/A                                   |
| Maxwell (2-е поколение) (GM20x, кроме GM206) | 4080 х 4080                           | 2048x1024 & 1024x2048 Max битрейт: 60 Мб/с | 4096 х 4096                           | Baseline, Main, High profile до Level5.1  | N/A                                   | N/A                                                | 4096x4096                             | N/A                                   | N/A                                    | N/A                                   | N/A                                   |
| Maxwell (GM206)                              | 4080 х 4080                           | 2048x1024 & 1024x2048                      | 4096 х 4096                           | Baseline, Main, High profile до Level5.1  | 4096x2304                             | Main profile до Level5.1 и main10 profile          | 4096 х 4096                           | 4096x2304                             | Profile 0                              | N/A                                   | N/A                                   |
| GP100                                        | 4080 х 4080                           | 2048x1024 & 1024x2048                      | 4096 х 4096                           | Baseline, Main, High profile до Level 5.1 | 4096x4096                             | Main profile до Level 5.1, main10 и main12 profile | 4096x4096                             | 4096x4096                             | Profile 0                              | N/A                                   | N/A                                   |
| GP10x/GV100/Turing/GA100                     | 4080 х 4080                           | 2048x1024 & 1024x2048                      | 4096 х 4096                           | Baseline, Main, High profile до Level 5.1 | 8192 x 8192                           | Main profile до Level 5.1, main10 и main12 profile | 4096x4096*                            | 8192 x 8192                           | Profile 0, ** 10-bit и 12-bit decoding | N/A                                   | N/A                                   |
| Ampere (GA10x)                               | 4080 х 4080                           | 2048x1024 & 1024x2048                      | 4096 х 4096                           | Baseline, Main, High profile до Level 5.1 | 8192 x 8192                           | Main profile до Level 5.1, main10 и main12 profile | 4096x4096                             | 8192 x 8192                           | Profile 0, 10-bit и 12-bit decoding    | 8192x8192                             | Profile 0 до level 6.0                |

* Поддерживается только на некоторых графических процессорах GP10x, всех графических процессорах Turing и GA100.
** 10-битное и 12-битное декодирование VP9 поддерживается на некоторых графических процессорах GP10x, всех графических процессорах Turing и GA100.